# Shah Arman
La dinastía Shah Arman, Shah-i Arman o Shah Armen («rey de Armenia» ; en turco : Ermenşah), Shah de Ahlat (en turco : Ahlatşah) o sökmenli (plural turco : Sökmenliler, «(los) sökmenlíes») fue una dinastía de beys del primer periodo de los beylicatos de Anatolia. Dominó los territorios en torno al lago Van durante el siglo XII y los primeros años del XIII.

## Historia

Armenia en los siglos y.

### Sökmen I
En 1080, Kutbeddin İsmail, hijo de un tío del sultán selyúcida Malik Shah, ejercía las funciones de gobernador de Azerbaiyán. Sökmen era uno de sus oficiales ghulams. De ahí proviene su nombre de Sökmen al-Qutbî. Sökmen, cuyas cualidades lo hicieron destacar, se benefició de rápidos ascensos. Fue uno de los atabegs —jefes militares adjuntos a príncipes selyúcidas gobernadores de algunos territorios— que abundaron en la época en las zonas fronterizas del Imperio selyúcida.
La región del lago de Van pasó a manos de los selyúcidas después de la batalla de Manzikert (1071). Esta victoria allanó la expansión turca en Anatolia y permitió la creación de diversos principados turcos en la región. El sultán selyúcida Muhammad Tapar confió el feudo de Ahlat —en su poder desde el 1066— a Sökmen, con la misión de reemplazar al emir del lugar, culpable de maltratos. Las tropas de Sökmen se apoderaron de la plaza. El principado fundado por Sökmen, vasallo de los selyúcidas, duró del 1100 al 1207 y dominó los territorios en torno al lago Van. El nombre de la dinastía turcomana que comenzó con él se debió tanto al pasado armenio de la zona como a la abundancia de armenios en ella. El nombre dinástico, Shah-i Arman, provenía del título del gobernante, «rey de Armenia».
En 1108, extendió sus dominios gracias a la conquista de Mayyâfâriqîn (Silvan). Pereció en 1112, durante una campaña contra los cruzados. Principal rival meridional del Reino de Georgia, el principado fundado por Sökmen mantenía en esta época también malas relaciones con la dinastía vecina de los artúquidas.

### Ibrahim
A la muerte de Sökmen, fue entronizado su hijo Zahir al-Dîn Ibrahim. Durante su reinado, los artúquidas conquistaron Mayyâfâriqîn en 1121. Murió en 1127.

### Ahmad y Ya`qûb
Cuando Ibrahim murió, su hijo Sökmen, nacido en 1121/1122, era todavía menor de edad. Ahmad, su tío, tomó el poder durante diez mes, hasta su fallecimiento en 1228.

### Sökmen II
Sökmen II tenía apenas siete años a la muerte de su tío Ahmad. Su madre, Tamta, una armenia hija de Iván Zakarian, se aseguró la regencia. El principado conoció momentos difíciles, amenazado por sus vecinos. Su largo reinado, sin embargo, abarcó el apogeo del principado. Ahlat se convirtió en un importante centro comercial y cultural. La esposa del soberano, Shabanu, hija —o hermana— del señor saltúquida de Erzurum, emprendió una notable campaña de obras públicas que mejoró tanto las comunicaciones como las instalaciones para los mercaderes y las fortificaciones. La gran calidad de la reconstrucción de la ciudadela de Ahlat dificultó el posterior asedio del 1229. A pesar del celo constructor de la pareja gobernante, las construcciones erigidas durante el periodo se perdieron más tarde, debido tanto a las invasiones como a los terremotos.
Durante su reinado mejoraron las relaciones del principado con los artúquidas y se redoblaron los enfrentamientos con Georgia. En 1161, los georgianos derrotaron a Sökmen en Ani, pero en 1163 una nueva campaña le reportó un gran botín. Sökmen participó en nuevas incursiones contra Georgia, en alianza con los selyúcidas entre otros, en 1174 y 1175, a pesar de las malas relaciones que mantenía con estos. La amenaza georgiana a la prosperidad de Ahlat y la alianza matrimonial fueron las probables razones para el conflicto con el vecino del norte, además de la obtención de botín.
El artúquida de Mayyâfâriqîn, Qutb al-Dîn Ilghâzi II, falleció en 1184 y le sucedió Husâm ad-Dîn Yülük Arslan, aún muy joven. Sökmen se decidió entonces a aprovechar la situación y a intervenir en los asuntos del principado de Mayyâfâriqîn.
Sökmen II murió sin hijos en 1185, lo que originó la crisis política que acabó en 1207 con la conquista del principado por los ayubíes. Aunque logró mantenerse independiente durante algunos años más, la percepción de los Estados vecinos de que debían adueñarse de él para hacerse con el control de la disputada Anatolia oriental amenazó constantemente su existencia.

### Final del principado
De 1185 a 1207, cinco ghulams se sucedieron al frente del principado. La ambición de Saladino de apoderarse de Siria y de la Mesopotamia superior se convirtió en la principal amenaza de la dinastía. Aunque Saladino no logró conquistar el principado a la muerte de Sökmen II, el acoso continuó hasta la ocupación final varias décadas más tarde. A Sökmen lo sucedió uno de sus mamelucos, de nombre Begtimur. Los últimos gobernantes, de escasa habilidad, tuvieron que enfrentarse a continuas disputas internas por el poder que condujeron a la decadencia del principado, antaño el más poderoso de la región. En 1204 y 1205, los georgianos corrieron la zona ante la impotencia de los Shah Arman.
Mayyâfâriqîn fue arrebatada a los artúquidas por los ayubíes; estos últimos no habían renunciado a su ambición de dominar los principados turcos de Anatolia y se beneficiaron de las rivalidades entre los sucesores de Sökmen II para imponerse a estos. `Izz al-Dîn Balabân, el último de los sökmenlíes, solicitó el socorro de Tugrul Sah, emir de Erzurum e hijo del sultán selyúcida de Rum Kilij Arslan II, contra el gobernador ayubí de Mayyâfâriqîn, Najm al-Dîn Ayubî (en turco: Necmeddin Eyyubi), que asediaba la ciudad. El señor de Erzurum traicionó a Balabân y lo hizo asesinar. No obstante, la población y el gobernador de Ahlat no le permitieron apoderarse de la ciudad y llamaron en su auxilio a los ayubíes. Najm al-Dîn Ayubî finalmente logró adueñarse de la ciudad en 1207, pero tuvo que resistir las incursiones georgianas y la hostilidad del resto de los señores de la región, que temían su expansión.

## Gobernantes de la dinastía
| Reinado   | Nombre                              | Hijo de                             | Notas                               |
| --------- | ----------------------------------- | ----------------------------------- | ----------------------------------- |
| 1100-1112 | Sökmen al-Qutbî                     |                                     |                                     |
| 1112-1126 | Zahir al-Dîn Ibrahim                | Sökmen                              |                                     |
| 1126-1128 | Ahmad                               | Sökmen                              |                                     |
| 1126-1128 | Ya`qûb                              | Sökmen                              |                                     |
| 1128-1185 | Nasir al-Dîn Sökmen                 | Ibrahim                             | Muere sin heredero.                 |
| 1185-1193 | Sayf al-Din Begtimur                |                                     | Los beys siguientes son ghulams.    |
| 1193-1197 | Badr al-Dîn Aq Sunqur               |                                     |                                     |
| 1197      | Chujâ' al-Dîn Qutlug                |                                     |                                     |
| 1197-1207 | Al-Malik al-Mansûr Muhammad         | Begtimur                            |                                     |
| 1207      | `Izz al-Dîn Balabân                 |                                     |                                     |
| 1207      | Ocupación de Ahlat por los ayubíes. | Ocupación de Ahlat por los ayubíes. | Ocupación de Ahlat por los ayubíes. |